# Gastronomía regional

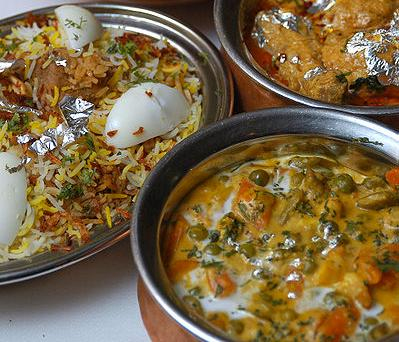
Biryani hyderabadí un plato típico de la gastronomía hyderabadí, es decir, del estado de Hyderabad.

Se define como gastronomía regional (o cocina regional) a una forma muy común de comprender y clasificar las diferentes gastronomías del mundo, basádandose en la región (ya sea a nivel local o estatal) en la que se encuentran, identificándose con esta; por ejemplo, la gastronomía catalana con Cataluña, o la gastronomía nepalesa con Nepal. Otra forma de clasificación sería por etnias (véase: Gastronomías étnicas) o por religiones (véase: Gastronomía religiosa). Aunque pareciesen características diferentes, lo cierto es que están muy ligadas entre sí. Las diferentes gastronomías regionales pueden variar según la disponibilidad y el comercio de alimentos, los diferentes climas, las tradiciones y prácticas culinarias y las diferencias culturales.
En algunos países, una cocina regional también se puede entender como «lo opuesto» a la cocina nacional. «Una gastronomía tradicional es una tradición coherente de preparación de alimentos que surge de la vida cotidiana y la cocina de un pueblo durante un período prolongado en una región específica de un país, o un país específico, y que, cuando se localiza, tiene notables distinciones de la cocina del país en su conjunto». Las tradiciones regionales de preparación de alimentos, las costumbres y los ingredientes a menudo se combinan para crear platos únicos para una región en particular. Las cocinas regionales siempre llevan el nombre de las áreas geográficas de donde provienen. Por ejemplo: gastronomía cubana – de Cuba.